# Liste der Straßen in Kressbronn am Bodensee

Kressbronner Wappen

Die Liste der Straßen in Kressbronn am Bodensee führt die Namen aller Straßen im Gebiet der Gemeinde Kressbronn am Bodensee im baden-württembergischen Bodenseekreis in Deutschland.
Sie ist nach der Ortsmitte, den neunzehn Ortsteilen Arensweiler, Atlashofen, Berg, Betznau, Döllen, Gattnau, Gießenbrücke, Gohren, Gottmannsbühl, Hüttmannsberg, Kalkähren, Kochermühle, Kümmertsweiler, Nitzenweiler, Poppis, Retterschen, Riedensweiler, Schleinsee und Tunau sowie den neun Weilern Gießen, Haltmaier- und Heiligenhof, Krummensteg, Linderhof, Mittelmühle, Obermühle, Reute und Schnaidt geordnet.
Innerhalb der Ortsteile bzw. Weiler ist die Liste nach Straßennamen alphabetisch sortiert.

## Liste nach Ortsteilen und Weilern
| Straße | Erklärung | Verlauf | Haus- nummern          |                        | Lage (öffnet Karte)             |                        |
| Kressbronn (Ortsmitte) | Kressbronn (Ortsmitte) | Kressbronn (Ortsmitte) | Kressbronn (Ortsmitte) | Kressbronn (Ortsmitte) | Kressbronn (Ortsmitte)          | Kressbronn (Ortsmitte) |
| --- | --- | --- | ---------------------- | ---------------------- | ------------------------------- | ---------------------- |
| | Nach der Bevölkerungsgruppe der Alemannen des westgermanischen Kulturkreises zwischen Rhein, Main und Lech | verbindet Argen- und Montfortstraße |                        |                        | 47.597427709444 9.5915606616667 |                        |
| | Straße (ehemals) mit Blick auf die österreichischen und Schweizer Alpen | verbindet See- und Ernst-Lehmann-Straße | 1 bis 29               |                        | 47.590519794167 9.5998513697222 |                        |
| | Nach dem Altmann, dem mit 2436 Meter zweithöchsten Berg des Alpsteins an der Grenze der Kantone Appenzell Innerrhoden und St. Gallen in der Schweiz; im Wohngebiet „Schlupfenbuch“ auch Hirschberg-, Kanisfluh-, Zimbaweg, Pfänder- und Säntisstraße | verbindet Pfänderstraße und Zimbaweg | 2 bis 20               |                        | 47.600251027778 9.5926442741667 |                        |
| | Die Straße am Nonnenbach, ein 16,5 Kilometer langer, die Gemeinde von Bayern herkommend durchfließender Zufluss des Bodensees | verbindet Bahnhof- und Seestraße | 5                      |                        | 47.594088726389 9.5994597672222 |                        |
| | Nach der Amsel oder Schwarzdrossel (Turdus merula), eine Vogel-Art der Gattung Echte Drosseln, benannt; im selben Bereich auch Drossel-, Finken, Möwen, Schwalben- und Zeisigweg | verbindet Maräz- und Drosselweg | 2 bis 12               |                        | 47.600194960833 9.6009993552778 |                        |
| | Benannt nach dem deutschen Maler des Rokoko und Klassizismus, Andreas Brugger, der am 16. November 1737 als Kind des Ehepaares Josef und Theresia Brugger in Kressbronn geboren und in der Pfarrkirche zu Gattnau – der damaligen Mutterpfarrei Kressbronns – getauft wurde | zweigt von der Nonnenhorner Straße nach rechts ab | 4                      |                        | 47.586527294444 9.6018469333333 |                        |
| | Die Straße, die von der Ortsmitte zur Argen, dem drittgrößten Bodenseezufluus, führt | verbindet Haupt- und Langenargener Straße (L 334) | 2 bis 99               |                        | 47.596798275 9.5979040861111    |                        |
| | Die Straße beim Fallenbach, der, von Riedensweiler kommend, beim Bahnhof in den Nonnenbach mündet | verbindet Gattnauer Straße und Kirchsteige |                        |                        | 47.600049617761 9.6069454225364 |                        |
| | die Straße zum/vom Kressbronner Bahnhof | verbindet Hauptstraße und Nonnenbacher Weg |                        |                        | 47.59471263298 9.5999138764529  |                        |
| | das Wegle (schwäbisch für „kleiner Weg“) entlang der Bahnlinie Richtung Nonnenhorn | verbindet Seestraße und Grenzweg |                        |                        | 47.587656471347 9.6042461569238 |                        |
| | die Straße nach dem heutigen Ortsteil Berg | verbindet Kirchstraße/Gattnauer Straße mit Zum Berger Weiher |                        |                        | 47.601171689825 9.602075387686  |                        |
| | die Straße nach dem heutigen Ortsteil Betznau, früher Pacenhoven | verbindet Kirch- und Tettnanger Straße |                        |                        | 47.599821 9.600313              |                        |
| | Bodan war die Bezeichnung des Bodensees im Mittelalter, Lacus Bodamicus, „See, an dem Bodman liegt“ (= „Bodman-See“); aus ‚Bodman‘ wurde ‚Bodan‘ und später ‚Boden‘ | verbindet See- und Langenargener Straße (L 334) |                        |                        | 47.600022190946 9.6000995088846 |                        |
| | Brühl (= Sumpf, feuchte Wiese) leitet sich vom mittellateinischen Wort brogilus ab, brogilus geht auf den keltischen Wortstamm brog zurück | verbindet See- und Bodanstraße | 3 bis 38               |                        | 47.589085978012 9.5982432481468 |                        |
| | Nach der ehemals deutschen, heute polnischen Hafenstadt Danzig (polnisch Gdańsk) benannt | verbindet Eichendorff- und Wolfgalgenweg |                        |                        | 47.598525859758 9.594519021665  |                        |
| | Nach den Drosseln (Trudidae), eine artenreiche Familie der Sperlingsvögel (Passeriformes); im selben Bereich auch Amsel-, Finken, Möwen-, Schwalben- und Zeisigweg | verbindet Maräzweg und Betznauer Straße | 1 bis 15               |                        | 47.601108966576 9.6006795452286 |                        |
| Eichendorffweg | benannt nach dem deutschen Schriftsteller und Lyriker Joseph Karl Benedikt Freiherr von Eichendorff (* 10. März 1788 auf Schloss Lubowitz bei Ratibor in Oberschlesien; † 26. November 1857 in Neisse); er zählt mit etwa 5000 Vertonungen zu den meistvertonten deutschsprachigen Lyrikern und ist auch als Prosadichter (Aus dem Leben eines Taugenichts) bis heute gegenwärtig                                                               | verbindet Wolfgalgen- und Danziger Weg | 1 bis 27               |                        | 47.599146474584 9.5945826941108 |                        |
| | | verbindet Bahnwegle, Alpenblick- und Nonnenhorner Straße | 1 bis 14               |                        | 47.587393893767 9.6028393867209 |                        |
| Fallenbachweg | der Weg beim von Riedensweiler kommenden und beim Bahnhof in den Nonnenbach mündenden Fallenbach | verbindet Kirchstraße, Berger Straße und Betznauer Straße | 1 bis 30               |                        | 47.59952149881 9.6018515995015  |                        |
| Finkenweg | nach den Finken (Fringillidae), einer artenreichen Familie aus der Ordnung der Sperlingsvögel (Passeriformes); im selben Bereich auch Amsel-, Drossel-, Möwen-, Schwalben- und Zeisigweg | zweigt von der Betznauer Straße nach links ab | 3 bis 11               |                        | 47.599704939686 9.5995060663562 |                        |
| Fliederweg | Nach dem Flieder (Syringa), einer Pflanzengattung aus der Familie der Ölbaumgewächse (Oleaceae), benannt | kreuzt die Rosenstraße | 4 bis 22               |                        | 47.589433076986 9.5942234765209 |                        |
| | der Weg beim ‚Alten‘ Friedhof | verbindet Kirch- und Hauptstraße | 1 bis 16               |                        | 47.597821009605 9.5982428434048 |                        |
| Friedrichshafener Straße | die Straße nach der Stadt Friedrichshafen | verbindet Hauptstraße/Tettnanger Straße und L 334 | 1 bis 17               |                        | 47.602064284826 9.5919557750202 |                        |
| Gartenstraße | | verbindet Kirch- und Zehntscheuerstraße | 1 bis 16/1             |                        | 47.597859090172 9.6031604490295 |                        |
| | Die Straße nach dem heutigen Ortsteil Gattnau | verbindet Berger-/Kirch- und St.-Gallus-Straße | 1 bis 53               |                        | 47.600855007309 9.6072997055843 |                        |
| Goethestraße | Nach dem deutschen Dichter Johann Wolfgang von Goethe (* 28. August 1749 in Frankfurt am Main; † 22. März 1832 in Weimar) benannt | verbindet Schiller-, Zehntscheuerstraße und Nunzenbergweg | 1 bis 73               |                        | 47.596736666982 9.6117393976456 |                        |
| Grenzweg | Weg an der Grenze zur Nachbargemeinde Nonnenhorn bzw. zum Bundesland Bayern | verbindet Lindauer- und Nonnenhorner Straße | ./.                    |                        | 47.585794152393 9.605819682803  |                        |
| Hauptstraße | ehemalige Bundesstraße 31, heute K 7793 | verbindet Friedrichshafener- und Lindauer Straße | 1 bis 52               |                        | 47.595702901145 9.5996765279766 |                        |
| Heidachstraße | die Straße zum Heidach; siehe auch Im Heidach | verbindet Argenstraße mit der L 334 | 2 bis 112              |                        | 47.598601016191 9.5857558566517 |                        |
| | benannt nach dem ehemaligen Amt Hemigkofen, aus dem 1934, zusammen mit dem Amt Nonnenbach, die Gemeinde Kressbronn hervorging | verbindet Haupt- und Kirchstraße | 5 bis 21               |                        | 47.596095420167 9.6012209778981 |                        |
| Hirschbergweg | der Hirschberg bei Bizau, Standort der Kressbronner Hütte, ist ein 1834 Meter hoher Berg im Vorarlberger Bregenzerwaldgebirge; im Wohngebiet „Schlupfenbuch“ auch Altmann-, Kanisfluh-, Zimbaweg, Pfänder- und Säntisstraße | zweigt von der Pfänderstraße nach rechts ab |                        |                        | 47.601189676669 9.5932848579754 |                        |
| Holderweg | benannt nach dem Schwarzen Holunder (Sambucus nigra), der im heutigen Sprachgebrauch meist verkürzt als „Holunder“, in Altbayern und Österreich als „Holler“ oder „Holder“ bezeichnet wird; der Name Holunder leitet sich möglicherweise aus der nordischen Mythologie ab, wo der Strauch mit der Unterweltgöttin Frau Holle in Verbindung gebracht wurde, alternative Vorschläge verweisen auf „hohl“, da sich das Mark leicht entfernen lässt | verbindet Iris- und Rosenstraße |                        |                        | 47.58992345512 9.5937096447135  |                        |
| Im Eichert | | zweigt von der Bodanstraße nach rechts ab | 2                      |                        | 47.589994118455 9.5874117427506 |                        |
| Im Heidach | von Heide/a („unbebautes Land“) und Ache (althochdeutsch aha Fließgewässer), (rekonstruiert) germanisch *ahwō und dem wurzelnahen ahd. ouwa ‚Insel‘, mittelhochdeutsch ouwe für ‚„feuchter Grund“, „Feuchtwiese“, „Flussaue“, „Auwaldland“‘; bis zum 15. Jahrhundert war das „Heidach“ ein ausgedehntes Sumpf- und Waldgebiet zwischen Kressbronn und Gohren, in dem auch Wölfe hausten                                                         | verbindet Säntisstraße und L 334 | 1 bis 35               |                        | 47.602526864425 9.5878009948651 |                        |
| Im Holzwinkel | | verbindet Ottenberghalde und Spitzgartenweg |                        |                        | 47.592749261244 9.6042285216903 |                        |
| Im Kressbronner Ösch | Ösch, auch Oesch oder Esch bezeichnet die Feldflur; ein sehr altes gotisches Wort, das für „Ackerland“ oder „Saatfeld“ steht | zweigt von der Seestraße nach links ab | 1 bis 11               |                        | 47.591696299108 9.6011547320755 |                        |
| In der Länge | | zweigt von der Lindauer Straße nach rechts ab | 2 bis 40               |                        | 47.591372501819 9.6031400350555 |                        |
| Irisstraße | Nach den blauen Schwertlilien (Iris) benannt, eine Gattung in der Familie der Schwertliliengewächse (Iridaceae), die in den benachbarten Auen früher oft zu sehen war | zweigt von der Bodanstraße nach rechts ab | 1 bis 39               |                        | 47.589983418246 9.5932838364012 |                        |
| Jahnweg | Der Weg, der zum Turnplatz – heute Parkschulzentrum – führte; benannt nach dem deutschen Pädagogen „Turnvater Jahn“ (* 11. August 1778 in Lanz in der Prignitz; † am 15. Oktober 1852 in Freyburg an der Unstrut) | verbindet Seestraße, Riedweg und Maicher Straße | 1 bis 15/1             |                        | 47.592770691904 9.5990070986165 |                        |
| Kanisfluhweg | Nach dem bis zu 2044 Meter hohen Bergmassiv im zentralen Bregenzerwald, zwischen den Ortschaften Mellau und Au; im Wohngebiet „Schlupfenbuch“ auch Altmann-, Hirschberg-, Zimbaweg, Pfänder- und Säntisstraße | verbindet Friedrichshafener Straße und Pfänderstraße |                        |                        | 47.600149573217 9.593635466627  |                        |
| Kieselbuchweg | | zweigt vom Öschweg nach links ab | 1 bis 10               |                        | 47.589703244213 9.6025780556436 |                        |
| | Die Steige (= steiler Anstieg) des alten Pfarrwegs zur Gattnauer Kirche | verbindet Gattnauer Straße und Nunzenbergweg | 1 bis 35               |                        | 47.59998467765 9.607273013333   |                        |
| Kirchstraße | die Straße von Hemigkofen und Nonnenbach zur Gattnauer Kirche | verbindet Haupt- mit Berger- und Gattnauer Straße | 1 bis 35               |                        | 47.597477913653 9.6003348384595 |                        |
| Kressbachweg | Weg beim Kressbach, dessen Quelle im Schlösslepark gefasst wurde | zweigt vom Parkweg nach links ab | 1 bis 7                |                        | 47.589715001395 9.5981836319574 |                        |
| | Die Straße nach der bayerischen Stadt Lindau | führt von der Hauptstraße als K 7793 an die östliche Gemeinde-/Landesgrenze nach Nonnenhorn bzw. Bayern |                        |                        | 47.591879040759 9.6034888534527 |                        |
| Maîcher Straße | Nach der – seit 1978 – französischen Partnergemeinde Maîche im Département Doubs in der Region Franche-Comté; sie ist Hauptort des Kantons Maîche im Arrondissement Montbéliard | zweigt von der Seestraße nach rechts ab | bis 31                 |                        | 47.592238312346 9.5985800150916 |                        |
| Maräzweg | Weg nach dem/der Maräz/halde | verbindet Betznauer Straße und Drosselweg | bis                    |                        | 47.600028822338 9.6010442647382 |                        |
| Martin-Luther-Straße | Nach dem theologischen Urheber und Lehrer der Reformation, Martin Luther (* am 10. November 1483; † am 18. Februar 1546 in Eisleben) | zweigt von der Ottenberghalde nach links ab | 3 bis 12/4             |                        | 47.593855467869 9.6045979521766 |                        |
| Möwenweg | Nach den am Bodensee immer häufiger auftretenden Möwen, einer Familie innerhalb der Ordnung der Regenpfeiferartigen (Charadriiformes); im selben Bereich auch Amsel-, Drossel-, Finken-, Schwalben- und Zeisigweg | verbindet Betznauer- und Tettnanger Straße | 1                      |                        | 47.600227887717 9.5985411272909 |                        |
| Montfortstraße | Erinnerung an die Grafen des Adelsgeschlechts von Montfort, zu dessen Herrschaftsbereich das heutige Kressbronner Gemeindegebiet bis 1780 gehörte; davon zeugt auch die dreilatzige rote Fahne im Kressbronner Wappen | zweigt von der Alemannenstraße ab | 8 bis 72               |                        | 47.596924 9.589184              |                        |
| Moosweg | Moos = ein flaches Moor | zweigt von der Gattnauer Straße ab | 8 bis 29               |                        | 47.600318134008 9.6052763587276 |                        |
| | benannt nach dem ehemaligen Amt Nonnenbach, aus dem 1934, zusammen mit dem Amt Hemigkofen, die Gemeinde Kressbronn hervorging | verbindet Argen- und Bahnhofstraße | 3 bis 33               |                        | 47.595580440307 9.5976127843058 |                        |
| | Straße nach der bayerischen Nachbargemeinde Nonnenhorn | führt von der Seestraße bis an die östliche Gemeindegrenze, die hier zugleich die Landesgrenze bildet | 3 bis 36               |                        | 47.586000032424 9.6033100534525 |                        |
| | Weg, der am Nunzenberg entlang führt | verbindet Kirchsteige und Goethestraße | 4 bis 25               |                        | 47.598177625911 9.6114841113341 |                        |
| Oberer Garten | | verbindet Zehntscheuer- und Gattnauer Straße | bis                    |                        | 47.598697789881 9.6044640420265 |                        |
| Öschweg | Ösch, auch Oesch oder Esch bezeichnet die Feldflur; ein sehr altes gotisches Wort, das für „Ackerland“ oder „Saatfeld“ steht | zweigt von der Alpenblickstraße nach links ab | 1 bis 21               |                        | 47.589179349069 9.6025396882778 |                        |
| Ottenberghalde | Halde am Ottenberg | verbindet Hauptstraße mit Backhausweg | 2 bis 64               |                        | 47.591287072697 9.6078121614082 |                        |
| Ottenbergweg | Weg, der auf den Ottenberg führt | zweigt von der Hauptstraße nach links ab | bis 24                 |                        | 47.594516238333 9.6059142683607 |                        |
| Parkweg | Weg am Schlösslepark | zweigt von Brühlstraße nach rechts ab | 1 bis 15               |                        | 47.589898952674 9.5987724687017 |                        |
| Pfänderstraße | nach dem Pfänder, dem 1.064 Meter hohen Hausberg von Bregenz | verbindet Friedrichshafener Straße und Säntisstraße | bis 40                 |                        | 47.60041876784 9.5917241828125  |                        |
| Raiffeisenstraße | nach dem deutschen Sozialreformer, Kommunalbeamter und Mitgründer der genossenschaftlichen Bewegung in Deutschland, Friedrich Wilhelm Raiffeisen (* 30. März 1818 in Hamm (Sieg); † 11. März 1888 in Heddesdorf, heute Neuwied); heute befindet sich der „Raiffeisenmarkt“ | verbindet Berger Straße und Tettnanger Straße | bis 24                 |                        | 47.603573199677 9.5991899190789 |                        |
| Riedäcker | Ried ist der Flurname für ein Rodungsgebiet | zweigt vom Riedweg nach links ab | 3 bis 17               |                        | 47.593743434889 9.5972639492861 |                        |
| Riedweg | Der Weg zum Ried(äcker); Ried ist der Flurname für ein Rodungsgebiet | verbindet See- und Argenstraße | 1 bis 36               |                        | 47.595004243977 9.5966605405266 |                        |
| Rosenstraße | Nach den Rosen, einer Pflanzengattung mit etwa 300 Arten aus der Familie der Rosengewächse (Rosaceae); die Rose gilt im Abendland als die edelste der Blumen und symbolisiert - vor allem in rot - die Liebe und die Romantik | verbindet Bodanstraße mit Holderweg und Irisstraße | 1 bis 19               |                        | 47.589143166944 9.594733715     |                        |
| Säntisstraße | Nach dem 2.502 Meter hohen Säntis, dem höchsten Berg im Alpstein in der Ostschweiz; Zusatzschild „Säntis“ | verbindet Heidach- mit Friedrichshafener Straße | bis                    |                        | 47.598766136667 9.5910805463889 |                        |
| | Nach dem deutschen Dichter und Philosophen Friedrich Schiller (* 10. November 1759 in Marbach am Neckar; † 9. Mai 1805 in Weimar) | verbindet Kirchsteige mit Goethe- und Zehntscheuerstraße | 2 bis 29               |                        | 47.599431720278 9.6070718763889 |                        |
| Schulweg | Der Weg zur Nonnenbachschule | verbindet Hemigkofener Straße mit Garten- und Zehntscheuerstraße | bis                    |                        | 47.597145010607 9.6025087021188 |                        |
| Schwalbenweg | Nach den Schwalben (Hirundinidae), einer artenreichen Familie in der Ordnung der Sperlingsvögel (Passeriformes) | zweigt von der Betznauer Straße nach links ab | 1 bis 11/2             |                        | 47.599146789051 9.5999432322328 |                        |
| Seestraße | Die Straße, die zum (Boden)See führt | verbindet die Hauptstraße mit dem Bodenseeufer | 1 bis 56/1             |                        | 47.590366648005 9.5997618868894 |                        |
| Spitzgartenweg | | verbindet Lindauer Straße mit Ottenberghalde | bis                    |                        | 47.592001419245 9.6045724128818 |                        |
| Talholzweg | | zweigt vom Ottenbergweg nach links ab | bis                    |                        | 47.595556179455 9.6051440678979 |                        |
| Tettnanger Straße | Die Straße nach der Nachbarstadt Tettnang; Teil der ehemaligen Fernstraße Lindau-Tettnang-Ravensburg(-Ulm) | verbindet Friedrichshafener Straße und Kapellenstraße | 3 bis 39/1             |                        | 47.604690502991 9.5965915342732 |                        |
| Uferweg | Der Weg am/entlang des Ufer/s des Bodensees | zweigt von der Bodanstraße nach links ab, Fußweg zum Ende der Seestraße | 1 bis 5                |                        | 47.587541445426 9.5987687490974 |                        |
| | Weg an/nach der Untermühle, der unteren von drei ehemaligen Wassermühlen am Nonnenbach; siehe auch Ober- und Mittelmühle | zweigt von der Hemigkofener Straße nach rechts ab; führt als Fuß-/Radweg zum Ottenbergweg bzw. der Zehntscheuerstraße | 5 bis 20               |                        | 47.595887009804 9.6020503658837 |                        |
| | Nach Hans Philipp Werner Freiherr von und zu Aufseß (* 7. September 1801 auf Schloss Unteraufseß; † 6. Mai 1872, Münsterlingen in der Schweiz), der als Altertumsforscher und Gründer des „Germanischen Museums“ (heute Germanisches Nationalmuseum) in Nürnberg bekannt wurde; Aufseß wohnte in den letzten Jahren seines Lebens in Kressbronn                                                                                                 | verbindet Brühl- und Bodanstraße | 3 bis 8                |                        | 47.589063571111 9.5980006455556 |                        |
| Weinbergstraße | Straße am/zum Weinberg; Hinweis auf den Weinanbau in Kressbronn | zweigt von der Ernst-Lehmann-Straße nach rechts ab | 20 bis 4               |                        | 47.587611338394 9.6016619735675 |                        |
| Wolfgalgenweg | Zur Abschreckung seiner Artgenossen wurde jeder erlegte Wolf auf der höchsten Erhebung an eigens dafür errichteten Galgen aufgehängt; siehe auch Im Heidach | verbindet Friedrichshafener Straße und Heidachstraße | 4 bis 23               |                        | 47.598072688584 9.5955983296801 |                        |
| | Nach der Zehntscheuer oder Zehntscheune, im Mittelalter ein Lagerhaus zum Aufbewahren der Naturalsteuer (Zehnt), das sich hier früher befand. | verbindet Kirchstraße mit Mühlenweg, Goethe- und Schillerstraße | 1 bis 49               |                        | 47.598776988889 9.6031665802778 |                        |
| Zeisigweg | Nach den Zeisigen (Carduelis), einer Gattung innerhalb der Familie der Finken (Fringillidae) | verbindet Finken- und Möwenweg | 1 bis 6                |                        | 47.59995804188 9.5990578535275  |                        |
| Zimbaweg | Nach der 2.643 Meter hohen Zimba, einem von Kressbronn aus zu sehenden Berg des Montafons im österreichischen Vorarlberg | | bis                    |                        | 47.599742891014 9.5915435275047 |                        |
| Berg | | |                        |                        |                                 |                        |
| Berger Halde | | zweigt von Zum Berger Weiher nach links ab | bis                    |                        | 47.609675181992 9.6048391868647 |                        |
| Blütenstraße | | verbindet Zum Berger Weiher und Betzhofer Halde | 1 bis 30               |                        | 47.610053274958 9.60089813499   |                        |
| | | verbindet Blütenstraße und Zum Berger Weiher | bis                    |                        | 47.609068933093 9.6041296998861 |                        |
| Mühlenberg | | zweigt von der Blütenstraße nach rechts ab | 8 bis 20               |                        | 47.611977277373 9.6021109765884 |                        |
| Panoramaweg | Weg im Ortsteil Berg, der ein herrliches Panorama über Kressbronn und den Bodensee bis in die Alpen bietet; Der Begriff Panorama leitet sich aus den griechischen Wörtern πᾶς (sprich: pas – alles, ganz) und ὁράω (sprich: horao – sehen) ab und bezeichnet einen Rundblick | verbindet Berger Halde und Mühlenberg | 1 bis 17               |                        | 47.610628338417 9.6046054308663 |                        |
| Weinbichl | Bichl, abgeleitet von Büchel (= ein veralteter Begriff für Hügel) | verbindet K 7777 und Gottmannsbühl | bis                    |                        | 47.606760546767 9.6069474367635 |                        |
| | Der Weg zum ehemaligen Berger Weiher, heute eins von vier in Kressbronn ausgewiesenen Naturschutzgebieten, siehe Berger Weiher | führt als K 7777 von Berg nach Nitzenweiler | bis                    |                        | 47.611368769582 9.6080050189457 |                        |
| | | |                        |                        |                                 |                        |
| Am Dorfbach | Die Straße am Betznauer Dorfbach, der vom Schleinsee kommend, weiter zur Argen fließt | verbindet Rebenweg mit K 7707 nach Heiligenhof | bis                    |                        | 47.613093485 9.5942628956166    |                        |
| Am Rain | Die Straße am Rain (= im Deutschen eine (Acker-)grenze, bzw. -rand, oft verdeutlichend Feldrain genannt) | | bis                    |                        | 47.615917685343 9.5962340993655 |                        |
| Beim Dorfbeck | Straße beim Dorfbeck = Bäcker/ei des Dorfes Betznau | | bis                    |                        | 47.613225712344 9.5932974153083 |                        |
| Betzhofer Halde | | verbindet Am Dorfbach und Blütenstraße | 1 bis 21               |                        | 47.612687703672 9.5969202063658 |                        |
| Kapellenstraße | Die Straße zur/bei der Sebastians-Kapelle | führt von der Tettnanger Straße nach Betznau und weiter nach Gießen | bis                    |                        | 47.616476626025 9.5922614910758 |                        |
| Rädlegasse | Die Gasse bei der Betznauer Rädlewirtschaft (= ein von Winzern und Weinbauern saisonal geöffneter Gastbetrieb) | verbindet die Kapellenstraße und Am Dorfbach | bis                    |                        | 47.612596498198 9.5929113783685 |                        |
| Rebenweg | Weg bei/nach den Reben; Hinweis auf den Weinanbau in Kressbronn | verbindet die Kapellenstraße mit Kalkähren | bis                    |                        | 47.612131502761 9.5942653073772 |                        |
| Sebastiansweg | Nach dem Heiligen Sebastian, Schutzpatron der Sebastianskapelle | verbindet Kapellenstraße und Am Dorfbach | bis                    |                        | 47.614006646309 9.5935576795148 |                        |
| | | |                        |                        |                                 |                        |
| Gattnauer Halde | | zweigt vom Wäschbachweg nach links ab | bis                    |                        | 47.600760123858 9.6169757810843 |                        |
| Im Schöpfen | Schopf; Schöpfen steht für das Ausheben von Flüssigkeiten und anderen nicht festen Substanzen, siehe auch Erschöpfung | verbindet St.-Gallus-Straße und Pfarrweg | bis                    |                        | 47.599300566676 9.6213530655062 |                        |
| Pfarrweg | Einer der historischen Pfarrwege zur Gattnauer Pfarrkirche St. Gallus | verbindet | bis                    |                        | 47.599322184071 9.6178172277669 |                        |
| | Nach dem heiligen St. Gallus (lat. der Kelte) (* um 550 in Irland; † 16. Oktober 640, nach anderen Quellen: 620 oder 646–650, in Arbon, Schweiz), einem Wandermönch und Missionar, dessen hauptsächliches Wirken im Bodenseeraum stattfand | verbindet Gattnauer Straße als K 7705 mit Poppis | bis                    |                        | 47.600472107918 9.6199338141001 |                        |
| | Weg an dem bei Poppis entspringenden und in den Fallenbach mündenden Wäschbach | zweigt von der St.-Gallus-Straße nach links ab | bis                    |                        | 47.600157725793 9.6153124524437 |                        |
| | | verbindet St.-Gallus-Straße mit Arensweiler und Obermühle | 2 bis 27               |                        | 47.597399410879 9.6195241575971 |                        |
| | | |                        |                        |                                 |                        |
| Auenweg | Weg in die Auen; eine Au(e), ist die vom wechselnden Hoch- und Niedrigwasser geprägte Niederung entlang eines Baches oder Flusses, hier der Argen | zweigt vom Hopfenweg nach rechts ab | bis 9                  |                        | 47.596092865278 9.5710283516667 |                        |
| Hopfenweg | Hinweis auf die in der Umgebung angebauten Hopfenpflanzen aus der Familie der Hanfgewächse bzw. der Zugehörigkeit zum 'Hopfen-Anbaugebiet Tettnang' | zweigt von der Langenargener Straße nach rechts ab | 1 bis 16               |                        | 47.595734730556 9.5710819958333 |                        |
| Im Wassersportzentrum | Die Straße im größten Wassersportzentrum am Bodensee mit der Ultramarin | führt von Zum Seglerhafen durch das Areal bis zum Ufer des Bodensees |                        |                        | 47.588567903333 9.5619463919444 |                        |
| Langenargener Straße | Die nach Langenargen, Kressbronns Nachbargemeinde im Südwesten, führende Straße | führt als L 334 vom Kreisverkehr B 467/Friedrichshafener Straße kommend zur Gemeindegrenze nach Langenargen | 12 bis 64              |                        | 47.595658762222 9.5724982022222 |                        |
| Staudenesch | Das Wort Esch bezeichnet einen historischen Flurtyp; Stauden sind ausdauernde krautige Pflanzen, deren oberirdische Pflanzenteile nicht verholzen, sondern krautig weich sind | zweigt von Zum Seglerhafen nach rechts ab | 3 bis 12               |                        | 47.594602429722 9.5659589766667 |                        |
| | Der von Gohren nach Tunau führende Weg | zweigt von der Langenargener Straße nach links ab | 4 bis 19               |                        | 47.5948701325 9.5683729647222   |                        |
| Zum Seglerhafen | Die Straße, die zum Seglerhafen – im Volksmund „Baggerloch“, führt | verbindet Langenargener Straße und Im Wassersportzentrum | 5 bis 22               |                        | 47.594996748056 9.5660072563889 |                        |
| | | |                        |                        |                                 |                        |
| | nach der bayerischen Gemeinde Achberg | zweigt von der Dorfstraße nach rechts ab | 2 bis 22               |                        | 47.586823587588 9.6195458859399 |                        |
| Am Egg | Egg bezeichnet eine Landschaftsform (Berg); das typische Bild der Hügel- und Moorlandschaft glazialer Formprägung spiegelt sich in Ortsnamen auf -berg und -egg bzw. -moos | zweigt von der Hasenweide nach rechts ab | 1 bis 10               |                        | 47.582837792455 9.6125367689147 |                        |
| Backhausweg | Der Weg zum Backhaus der Hofanlage Milz in Retterschen | verbindet Dorfstraße mit Ottenberghalde | 1 bis ?                |                        | 47.587985925244 9.6138010632898 |                        |
| Brunnenweg | | verbindet Mühlen- und Backhausweg | 1 bis 5                |                        | 47.587673668389 9.6146294829821 |                        |
| Dorfstraße | | verbindet die Lindauer Straße mit dem zu Wasserburg gehörenden Ortsteil Selmnau | bis 103                |                        | 47.586996318706 9.6120221892459 |                        |
| Hasenweide | | führt von der Dorfstraße zur LI 6 (von Nonnenhorn nach Hattnau) | 18                     |                        | 47.58417159355 9.6166360178023  |                        |
| Mühlenweg | Weg zu den Mühlen | führt von der Dorfstraße zur Mittel- und Obermühle | 1 bis 55               |                        | 47.59245911906 9.6145496047694  |                        |
| Sonnenhof | | zweigt von der Dorfstraße nach rechts ab | bis                    |                        | 47.585923547801 9.6115779263833 |                        |
| Sonnenweg | | zweigt von der Hasenweide nach rechts ab | bis 20                 |                        | 47.585873800788 9.6123657875994 |                        |
| Ortsteile und Weiler ohne benannte Straßen In den Ortsteilen und Weilern Arensweiler, Atlashofen, Döllen, Gießen, Gießenbrücke, Gottmannsbühl, Haltmaierhof, Heiligenhof, Hüttmannsberg, Kalkähren, Kochermühle, Krummensteg, Kümmertsweiler, Linderhof, Mittelmühle, Nitzenweiler, Obermühle, Poppis, Reute, Riedensweiler, Schleinsee, Schnaidt und Tunau sind zurzeit (Stand: 31. März 2012) keine Straßennamen ausgewiesen. Die Nummerierung der Häuser erfolgt dort zum Beispiel „Obermühle 1“. All diese Ortsteile und Weiler sind in dem folgenden Abschnitt zusammengefasst. | | |                        |                        |                                 |                        |
| Arensweiler | Weiler ist eine Wohnsiedlung, die aus wenigen Gebäuden besteht, also kleiner als ein Dorf, aber größer als ein Gehöft ist; | zwischen Gattnau, Poppis und Obermühle | 1 bis 7                |                        | 47.5950799525 9.6263623238889   |                        |
| | | zwischen Hüttmannsberg, Nitzen- und Riedensweiler | 1 bis 5                |                        | 47.606163043889 9.6212124825    |                        |
| Döllen | | zwischen Gattnau, Gottmannsbühl, Hüttmannsberg und Kressbronn | 1 bis 10               |                        | 47.603486533333 9.6135520936111 |                        |
| Gießen | Gießen bezeichnet einen Altarm eines Gewässers – hier die Argen – mit kristallklarem Wasser | zwischen Betznau, Gießenbrücke, Heiligenhof und dem zu Tettnang gehörenden Apflau | 1 bis 13               |                        | 47.627266510278 9.6001839638889 |                        |
| Gießenbrücke | | zwischen Betnau, Gießen, dem zu Langenargen gehörenden Oberdorf und Tettnang | bis                    |                        | 47.630549148889 9.5979309083333 |                        |
| | | zwischen Berg, Döllen, Gattnau und Kressbronn | bis                    |                        | 47.602748660278 9.6101832388889 |                        |
| Haltmaierhof | | zwischen Berg, Betznau, Heiligenhof und Nitzenweiler | bis                    |                        | 47.619427834444 9.5980596541667 |                        |
| Heiligenhof | | zwischen Betznau, Gießen und Haltmaierhof | bis                    |                        | 47.616419321944 9.5970940588889 |                        |
| Hohreute | Reute leitet sich von „Rodung“ ab, Hoh vom gemeingermanischen Adjektiv „hö[ch]“, althochdeutsch „höh“, das seine Bedeutung aus „gewölbt (gebogen)“ entwickelt hat und näher verwandt mit „Hügel“ und „Höcker“ ist; = eine Rodung auf einem Hügel/Höcker, der – in diesem Fall – zwischen Weibelhub und Schleinseeberg liegt | zwischen Berg, Nitzenweiler und dem zu Tettnang gehörenden Unterwolfertsweiler; Straße verbindet K 7777 und Unterwolfertsweiler                                                                                                  | 1                      |                        | 47.615580378889 9.6194314955556 |                        |
| | | zwischen Atlashofen, Döllen, Gattnau und Poppis | bis                    |                        | 47.602459295556 9.6218776702778 |                        |
| Kalkähren | | zwischen Betznau und Kressbronn | 1 und 1/1              |                        | 47.608622419444 9.6008920669444 |                        |
| Kochermühle | Eine von vier ehemaligen Wassermühlen im Gemeindegebiet; ehemals eine Mahlmühle nebst Säge, an einem Kanal der Argen; | zwischen Kressbronn und dem zu Langenargen gehörenden Oberdorf | 1 bis 5                |                        | 47.607334878333 9.5799493788889 |                        |
| Krummensteg | | zwischen Kümmertsweiler, Poppis und dem zu Wasserburg gehörenden Hengnau | 1 und 2                |                        | 47.594095961667 9.6340870858333 |                        |
| Kümmertsweiler | Weiler ist eine Wohnsiedlung, die aus wenigen Gebäuden besteht, also kleiner als ein Dorf, aber größer als ein Gehöft ist; | zwischen Krummensteg, Poppis und dem zu Lindau gehörenden Bechtersweiler | 1 bis 16               |                        | 47.598408020278 9.6351385116667 |                        |
| Linderhof | | zwischen Betznau und Kressbronn | 1 bis 6                |                        | 47.610835758611 9.5906567572222 |                        |
| Mittelmühle | Die mittlere von drei ehemaligen Wassermühlen am Nonnenbach (s. a. Obermühle und Untermühleweg), früher Erblehen der Reichsstadt Wangen im Allgäu | zwischen Kressbronn, Obermühle, Retterschen und dem zu Wasserburg gehörenden Selmnau | 1 bis 2                |                        | 47.595543000833 9.6120929716667 |                        |
| | Früher: „Nicenwilare“; Weiler ist eine Wohnsiedlung, die aus wenigen Gebäuden besteht, also kleiner als ein Dorf, aber größer als ein Gehöft ist | zwischen Atlashofen, Berg, Haltmaierhof, Hohreute, Riedensweiler und Schleinsee | 1 bis 20               |                        | 47.611747106111 9.6265125275    |                        |
| Obermühle | Die obere von drei ehemaligen Wassermühlen am Nonnenbach, auch „Bartelsmühle“ | zwischen Arensweiler, Gattnau, Retterschen und dem zu Wasserburg gehörenden Selmnau | bis                    |                        | 47.594457725 9.6187663077778    |                        |
| | | zwischen Arensweiler, Gattnau, Hüttmannsberg, Krummensteg, Kümmerts- und Riedensweiler | 1 bis 20               |                        | 47.598335673333 9.6282076836111 |                        |
| Reute | Reute leitet sich von „Rodung“ ab | zwischen Gohren, Kressbronn und Tunau | 1 bis 2                |                        | 47.594544548056 9.5755290986111 |                        |
| | Ried ist der Flurname für ein Rodungsgebiet; Weiler ist eine Wohnsiedlung, die aus wenigen Gebäuden besteht, also kleiner als ein Dorf, aber größer als ein Gehöft ist; | zwischen Hüttmannsberg, Nitzenweiler, Poppis und dem zu Lindau gehörenden Bechtersweiler | bis                    |                        | 47.605960501944 9.6300101280556 |                        |
| | | zwischen Nitzenweiler und den zu Tettnang gehörenden Ortsteilen Unterwolfertsweiler und Wielandsweiler | bis                    |                        | 47.615045184167 9.6307396888889 |                        |
| Schnaidt | | zwischen Gohren, Tunau und dem Bodensee | 1 bis 6                |                        | 47.588842873056 9.5674395561111 |                        |
| | benannt nach der Gräfin Maria Anna Leopoldine von Montfort, geborene „von Thun“; sie stiftete der hier ansässigen Kapelle 1728 eine Kaplanei und erwarb einen Gutshof; ihr zu Ehren wurde der bis dahin als Ettenried bekannte Weiler in Tunau umbenannt | zwischen Kressbronn, Reute und Schnaidt | bis                    |                        | 47.590101925556 9.5756149291667 |                        |
| Bundes-, Landes- und Kreisstraßen Das Kressbronner Gemeindegebiet wird von neun überregionalen Straßen durchzogen. Diese sind innerhalb der Ortsdurchfahrten (siehe dort) benannt, außerhalb werden sie als Bundes-, Landes- oder Kreisstraßen geführt. Diese Straßen sind in dem folgenden Abschnitt zusammengefasst. | | |                        |                        |                                 |                        |
| Bundesstraße 31 | B 31, Teilstück der Europastraße 54 (E 54) | führt von Breisach an der Grenze zu Frankreich bis zur Anschlussstelle Sigmarszell an der Bundesautobahn 96 (A 96) bei Lindau; innerhalb des Kressbronner Gemeindegebiets zwischen Argenbrücke im Westen und Nonnenbach im Osten | k. H.                  |                        | (W) (O)                         |                        |
| Bundesstraße 467 | B 467 | führt von Ravensburg/B 30 über Tettnang nach Kressbronn; innerhalb des Kressbronner Gemeindegebiets zwischen Argenbrücke im Norden und Kreisverkehr „B 31“ im Süden                                                              | k. H.                  |                        | (N) (S)                         |                        |
| Landesstraße 334 | L 334 → Langenargener Straße | führt vom Kreisverkehr „Friedrichshafener Straße/L 334“ über Gohren bei der Argenbrücke an die westliche Gemeindegrenze und über Langenargen weiter nach Eriskirch                                                               | L 334                  |                        | 47.595665469335 9.5711821647569 |                        |
| Kreisstraße 7705 | K 7705 → Kirchstraße → Gattnauer Straße → St.-Gallus-Straße → K 7705 | führt von der Hauptstraße über Gattnau, Poppis und an Kümmertsweiler vorbei zur Gemeinde-/Landesgrenze bei Bechtersweiler | K 7705                 |                        | 47.600627435013 9.612758112418  |                        |
| Kreisstraße 7707 | K 7707 | führt von Betznau am Heiligenhof vorbei nach Gießen zur K 7709 | K 7707                 |                        | 47.618966957229 9.5970008570439 |                        |
| Kreisstraße 7709 | K 7709 | führt von Gießenbrücke an Gießen vorbei zur Gemeindegrenze und weiter über Apflau, Laimnau und Wiesentsweiler zur L333 bei Baldensweiler                                                                                         | K 7709                 |                        | 47.635723078924 9.6284043945895 |                        |
| Kreisstraße 7776 | K 7776 → Tettnanger Straße → Kapellenstraße → K7776 | führt von der Hauptstraße/Friedrichshafener Straße durch Betznau nach Gießen/-brücke | K 7776                 |                        | 47.614767039813 9.5922663036376 |                        |
| Kreisstraße 7777 | K 7777 → Berger Straße → Zum Berger Weiher → K 7777 → Nitzenweiler → Schleinsee | führt vom Ende der Kirchstraße durch Berg, Nitzenweiler und Schleinsee zur Gemeindegrenze und weiter nach Wielands-, Oberwolferts- und Hiltensweiler                                                                             | K 7777                 |                        | 47.612269330345 9.6243364354713 |                        |
| Kreisstraße 7793 | K 7793 → Friedrichshafener Straße → Hauptstraße → Lindauer Straße | verbindet L 334 und Gemeinde-/Landesgrenze nach Nonnenhorn bzw. Bayern | K 7793                 |                        | 47.595538597715 9.5998847564375 |                        |

## Alphabetische Liste
| A - Achbergweg (Retterschen) - Alemannenstraße - Alpenblickstraße - Altmannweg - Am Dorfbach (Betznau) - Am Egg (Retterschen) - Am Nonnenbach - Am Rain (Betznau) - Amselweg - Andreas-Brugger-Weg - Argenstraße - Auenweg (Gohren) B - Bundesstraße / - Bundesstraße - Bachstraße - Backhausweg (Retterschen) - Bahnhofstraße - Bahnwegle - Beim Dorfbeck (Betznau) - Berger Halde (Berg) - Berger Straße - Betzhofer Halde (Betznau) - Betznauer Straße - Blütenstraße (Berg) - Bodanstraße - Brühlstraße - Brunnenweg (Retterschen) - Buchweg D - Danziger Weg - Dorfstraße (Retterschen) - Drosselweg E - Eichendorffweg - Ernst-Lehmann-Straße F - Fallenbachweg - Finkenweg - Fliederstraße - Friedhofweg - Friedrichshafener Straße G - Gartenstraße - Gattnauer Halde (Gattnau) - Gießen* - Gießenbrücke* - Goethestraße - Grenzweg H - Hasenweide (Retterschen) - Hauptstraße - Heidachstraße - Hemigkofener Straße - Hirschbergweg - Holderweg - Hohreute* - Hopfenweg (Gohren) |  | I - Im Eichert - Im Heidach - Im Holzwinkel - Im Kressbronner Ösch - Im Schöpfen (Gattnau) - Im Wassersportzentrum (Gohren) - In der Länge - Irisstraße J - Jahnweg K - Kreisstraße K 7705 - Kreisstraße K 7707 - Kreisstraße K 7709 - Kreisstraße K 7776 - Kreisstraße K 7777 - Kreisstraße K 7793 - Kanisfluhweg - Kapellenstraße (Betznau, Linderhof) - Kieselbuchweg - Kirchsteige - Kirchstraße - Kochermühle* - Kressbachweg - Krummensteg* - Kümmertsweiler* L - Landesstraße L 334 - Langenargener Straße (Gohren) - Lindauer Straße - Linderhof* M - Maicher Straße - Maräzweg - Martin-Luther-Straße - Milchbänkle (Berg) - Mittelmühle* - Montfortstraße - Moosweg - Möwenweg - Mühlenberg (Berg) N - Nitzenweiler* - Nonnenbacher Weg - Nonnenhorner Straße - Nonnenhorner Weg - Nunzenbergweg O - Oberer Garten - Obermühle* - Öschweg - Ottenberghalde - Ottenbergweg P - Panoramaweg (Berg) - Parkweg - Pfänderstraße - Pfarrweg (Gattnau) - Poppis* |  | R - Rädlegasse (Betznau) - Raiffeisenstraße - Rebenweg (Betznau) - Reute* - Riedäcker - Riedensweiler* - Rosenstraße S - Säntisstraße - Schillerstraße - Schleinsee* - Schnaidt* - Schulweg - Schwalbenweg - Sebastiansweg (Betznau) - Seestraße - Sonnenhof (Retterschen) - Sonnenweg (Retterschen) - Spitzgartenweg - St.-Gallus-Straße (Gattnau) - Staudenesch (Gohren) T - Talhozweg - Tettnanger Straße - Tunau* - Tunauer Weg (Gohren) U - Uferweg - Untermühleweg V - Von-Aufsess-Straße W - Wäschbachweg (Gattnau) - Weinbergstraße - Weinbichl (Berg) - Wiesenweg (Gattnau) - Wolfgalgenweg Z - Zehntscheuerstraße - Zeisigweg - Zimbaweg - Zum Berger Weiher (Berg) - Zum Seglerhafen (Gohren) |